# Ель-Алья
Ель-Алья (араб. العالية) — місто в Тунісі. Входить до складу вілаєту Бізерта. Станом на 2004 рік тут проживало 16 819 осіб.